# Buzzy Drootin
Benjamin "Buzzy" Drootin (Kiev, 22 april 1920 - Englewood, 21 mei 2000) was een Amerikaanse jazzdrummer en orkestleider van de dixieland-jazz.

## Carrière
Buzzy Drootins ouders emigreerden naar de Verenigde Staten, toen Benjamin vijf jaar oud was. Zijn vader speelde klarinet en zijn beide broers waren ook muzikant. Als jeugdige begon hij al professioneel te spelen. Op 20-jarige leeftijd toerde hij met Jess Stacys All-Stars, waarbij Lee Wiley zong. Na de Tweede Wereldoorlog werkte hij van 1947 tot 1951 als huisdrummer in Eddie Condons club in New York. Tijdens de jaren 1950 en 1960 speelde hij in verschillende New Yorkse clubs, ook in Chicago en Boston. Als orkestleider trad hij op in de New Yorkse club El Morocco. Tijdens deze periode speelde hij met muzikanten als Bobby Hackett, Jimmy McPartland, Doc Cheatham, Vic Dickenson, Pee Wee Russell en Wingy Manone. Bovendien was hij betrokken bij plaatopnamen van Tommy Dorsey, Bobby Hackett, Jack Teagarden, Eddie Condon, Ruby Braff, Anita O’Day, George Wein, de Newport All-Stars, Lee Konitz, Sidney Bechet en de Dukes of Dixieland. In 1968/1969 toerde hij met Wild Bill Davisons Jazz Giants, daarna formeerde hij de Buzzy's Jazz Family met Wild Bills muzikanten Herb Hall, Benny Morton, de trompettist Herman Autrey en zijn neef Sonny Drootin aan de piano.
In 1973 na een Europese tournee keerde hij terug naar Boston, waar hij en zijn broer Al (saxofoon, klarinet) en zijn neef Sonny de band Drootin Brothers formeerden en onder andere optraden tijdens het Newport Jazz Festival. Buzzy speelde op het eerste Newport Festival en daarna op vele andere festivals. Tijdens de jaren 1980 trad hij ook op tijdens het Classic Jazz Festival in Los Angeles. In de loop van zijn carrière was Drootin begeleidingsmuzikant van Wild Bill Davison, Maxine Sullivan, Teddi King, Roy Eldridge, Joe Venuti en Zoot Sims.

## Overlijden
Buzzy Drootin overleed op 21 mei 2000 op 80-jarige leeftijd aan de gevolgen van kanker.
- Bibliothèque nationale de France: cb139227766 (data)
- Gemeinsame Normdatei: 13460928X
- International Standard Name Identifier: 0000 0001 1833 4023
- Library of Congress Control Number: n91091840
- MusicBrainz: 4adfd565-df62-42c0-8455-6494bf00b270
- Virtual International Authority File: 61733655
- WorldCat: E39PBJhxqkgX7f6XcWMKVGFFrq